# زبطرة
زِبَطْرَة (بالتركية: طوغان‌شهر/Doğanşehir) هي مدينة تاريخيَّة وبلدية حالية في ولاية ملطية التركيَّة. تبلغ مساحتها 1,365 كم مربع، وعدد سكانها 37,697 ألف نسمة حسب إحصائيَّة لعام 2022. تقع في شرق تركيا.

## أصل التسمية
يقول الرحَّالة ياقوت الحموي (1178-1229م) أنها زِبَطرة سُميت نسبةً لزِبطرة بنت الرُّوم بن اليفز بن سام بن نوح. عُرفت المدينة بعدة أسماء في التاريخ، سوزوبطرة في الإمبراطوريَّة البيزنطيَّة (بالرُّوميَّة: Σωζόπετρα).

## التاريخ

خريطة منطقة الثُّغور، ويظهر فيها موقع زِِبَطْرة.

يعتقد أن أول مستوطنة للمنطقة تعود لأيام الرُّومان في عام 66 قبل الميلاد. المنطقة المسماة زبطرة، بقيت المدينة في أيدي البيزنطيين مع تغييرات قصيرة في الأيدي حتى عام 758م، بعد أن استولى عليها الخليفة العباسي هارُون الرَّشيد وأعاد بنائها. بسبب موقع زِبَطرة الحسَّاس والواقع بين الخلافة العبَّاسيَّة والإمبراطوريَّة البيزنطيَّة، حيث أنها تقع بين ملطية ومرعش في منطقة جند العواصم أو الثُّغور، تعرَّضت المدينة للعديد من الغارَّات والتدمير لكونها أحد الحُصُون الإسلاميَّة في منطقة جند العواصم، ووقعت بها وقعة زبطرة الفظيعة في زمن الخليفة المُعتصم بالله (حكم 833-842م)، فقد دخل ملك الرُّوم توفيل زِبَطرة في سنة 223هـ / 837م في مائة ألف من الرُّوم، فقتل من بها من الرجال، وسبى الذرية والنساء، وأغار على أهل ملطية وغيرها من حُصون المسلمين، ومثَّل بمن صار في يده من أسرى المُسلمين فسمَّل أعينهم، وقطع أنوفهم وآذانهم. استعظم الخليفة المُعتصم ما جرى، وانتهى إليه الخبر بأن امرأة هاشميَّة صاحت وهي في أيدي الرُّوم «وا مُعتصماه!»، فأجاب وهو على سريره «لبَّيكِ، لبَّيكِ!»، ونادى بالنَّفير والجهاد، ليقوم بالتوغُّل في أرض الرُّوم، ويفتح عمُّوريَّة.
ذكر زِبَطْرة الشَّاعر أبو تمَّام مادحًا الخليفة العبَّاسي المُعتصم بالله بعد فتح عمُّوريَّة، قائلًا:
بقيت في أيدي الخلافة العبَّاسية حتى عام 857م، بعد استيلاء البيزنطيون عليها لاحقًا. ضمها السُّلطان بايزيد الأول إلى الدولة العثمانية عام 1399م، ونهبت من قبل تيمورلنك عام 1401م. أعيدت المدينة إلى سلطة العُثمانيين عام 1515م، وسُميت مع مرور الوقت ويران شهر (بالتركية: ويران‌شهر/Viranşehir) ثم خراب شهر (بالتركية: خراب‌شهر/Harapşehir) قبل عام 1877، ثم تغير اسمها إلى طوغان شهر.

## الاقتصاد
تعتبر الزراعة من أهم مصادر دخل البلدة. ويشمل ذلك المشمش والتفاح. عادة ما يتم تربية الماشية فيها. تولي المنطقة والقرى ذات القيم المركزية والتقليدية أهمية للعادات المحلية. تعد السياحة وتسلق الجبال ومراقبة الحياة البرية المحلية من عوامل الجذب الجديدة والإيراد للبلدة.

### فهرس المنشورات
1. ↑  GeoNames (بالإنجليزية), 2005, QID:Q830106
2. ↑  ياقوت الحموي، معجم البلدان، ج. 3، ص. 130، QID:Q3353486
3. 1 2  الحموي (1977)، ج. 3، ص. 131.
4. ↑  الحموي (1977)، ج. 3، ص. 130-131.

### فهرس الوب
1. ↑  Büyükşehir İlçe Belediyesi, Turkey Civil Administration Departments Inventory. Retrieved 19 September 2023. نسخة محفوظة 2015-07-06 at Archive.is
2. ↑  "İl ve İlçe Yüz ölçümleri". General Directorate of Mapping. مؤرشف من الأصل في 2024-01-14. اطلع عليه بتاريخ 2023-09-19.
3. ↑  "Address-based population registration system (ADNKS) results dated 31 December 2022, Favorite Reports" (بالإنجليزية). TÜİK. Archived from the original (XLS) on 2023-12-27. Retrieved 2023-09-19.
4. ↑  "من أطلال عمورية – مركز جمال بن حويرب للدراسات". 31 أكتوبر 2021. مؤرشف من الأصل في 2024-02-25. اطلع عليه بتاريخ 2024-06-23.
5. ↑  "قصة الإسلام | وقعة زبطرة". قصة الإسلام. مؤرشف من الأصل في 2024-06-23. اطلع عليه بتاريخ 2024-06-23.
6. ↑  "هجوم ملك الروم على المسلمين بزبطرة". الدُّرر السَّنيَّة. مؤرشف من الأصل في 2024-06-23. اطلع عليه بتاريخ 2024-06-23.

### معلومات المنشورات كاملة
الكُتُب العربيَّة مرتبة حسب تاريخ النشر
- ياقوت الحموي (1977)، معجم البلدان (ط. 1)، بيروت: دار صادر، OCLC:1014032934، QID:Q114913343